# Niedobór odporności
Niedobór odporności, defekt immunologiczny, immunopatia, niedobór immunologiczny – stan spowodowany nieprawidłowym funkcjonowaniem układu odpornościowego. Niedobory odporności dzieli się na:
- wtórne (SID), które są spowodowane nabytą dysfunkcją układu odpornościowego (np. AIDS, polekowe niedobory odporności)
- pierwotne (PID), rzadziej występujące, które są uwarunkowane genetycznie (np. zespoły Di George′a, Wiskotta-Aldricha, ataksja-teleangiektazja).

Niedobory odporności dają objawy pod postacią częstych zakażeń, które są ciężkie i czasami są wywoływane przez drobnoustroje oportunistyczne. Oprócz tego w pierwotnych niedoborach odporności występują choroby autoimmunologiczne oraz nowotwory.